# Thera hospes
Thera hospes là một loài bướm đêm trong họ Geometridae.